# COINTELPRO

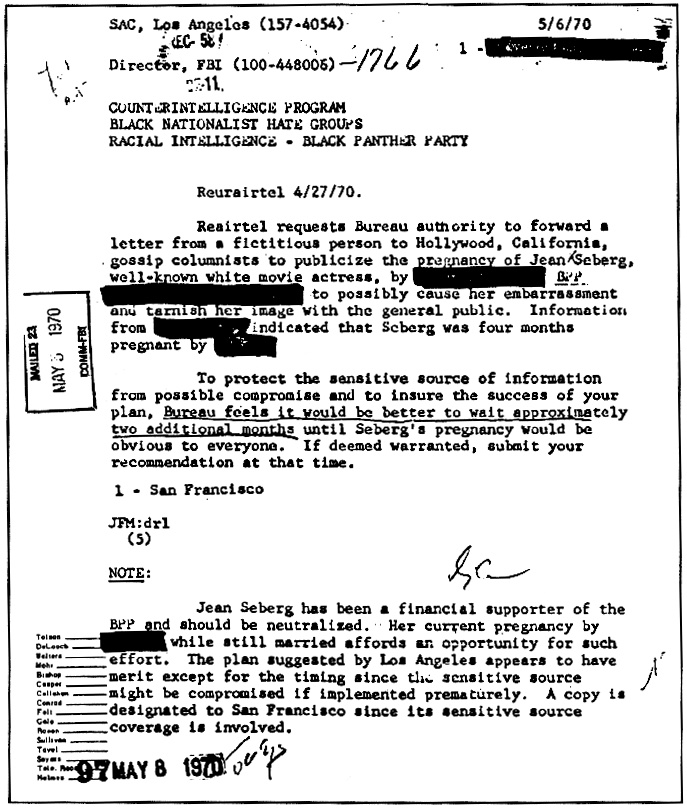
Document COINTELPRO décrivant les plans du FBI pour "neutraliser" Jean Seberg en raison de son soutien au Black Panther Party.

COINTELPRO (1956-1971) (Counter Intelligence Program) est un programme de contre-espionnage du Federal Bureau of Investigation (FBI) sous la direction de  son directeur J. Edgar Hoover qui avait pour objectif d'enquêter sur les organisations politiques dissidentes aux États-Unis et de perturber leurs activités. Le FBI et le Gouvernement américain ont longtemps nié son existence, faisant passer les allégations pour une théorie du complot.
Ce programme illégal fut révélé par la Commission d'enquête sénatoriale Church durant ses travaux de 1975 à 1976 provoquant l'instauration de nombreux garde-fous démocratiques par la suite.  

## Histoire
Les cibles du Counter Intelligence Program étaient les organisations politiquement radicales, allant de groupes de l'extrême gauche révolutionnaire (Weather Underground, Black Panther Party, Parti communiste des États-Unis d'Amérique) aux militants du Mouvement afro-américain des droits civiques (mouvement Black Power, Conférence du leadership chrétien du Sud, Leonard Peltier, Jean Seberg, et Martin Luther King), des Amérindiens de l'American Indian Movement, sans oublier les groupes de l'extrême droite conservatrice, réactionnaire et nationaliste, comme le Ku Klux Klan ou le Parti nazi américain,,,,. 
Le document fondateur de COINTELPRO ordonne aux agents du FBI d’exposer, perturber, discréditer, ou sinon neutraliser les activités des mouvements dissidents et leurs chefs.
Révélé par la Citizens' Commission to Investigate the FBI (en), un groupe de citoyens, vite classés comme gauchistes, qui avait cambriolé des bâtiments du FBI pour récupérer des dossiers confidentiels,, le programme COINTELPRO a été sévèrement critiqué par la Commission Church de 1975.
Selon l'historien controversé Ward Churchill (en), 27 membres du Black Panther Party furent ainsi assassinés entre 1968 et 1976,, ainsi que 69 membres de l'American Indian Movement (AIM),,,.
Le rôle de COINTELPRO dans les procès concernant Geronimo Pratt ont défrayé la chronique,.